# Diwan d'Alger
Palais de la Jenina (1521-1817)
Citadelle d'Alger (1817-1830)
Le diwan d'Alger ou divan d'Alger (en arabe : ديوان), est un terme générique servant à désigner divers conseils et institutions de la régence d'Alger ayant un rôle politique de premier plan ; même s'il désigne en principe la grande assemblée de la régence, principalement composée de la milice d'Alger et de divers groupes de la société, qui a eu un rôle politique de premier plan entre le XVIe et le XVIIIe siècle. Au XIXe siècle, le règne du dey Ali Khodja mettra fin à son influence réelle.

## Présentation
Le diwan est à la base — et ce dès le XVIe siècle — l'assemblée des principaux janissaires de l'Odjak d'Alger, un des piliers de la régence d'Alger avec la taïfa des raïs. Cette assemblée présidée par un agha de la milice, va progressivement passer d'organe interne de l'odjack à institution de la régence. Ce changement est constaté au début du XVIIe siècle : le diwan se réunit de façon régulière est un organe d'État et non plus de la milice, et ce même si sa composition (dominée par les janissaires) varie peu. Vers 1628, on constate une forme de spécialisation, plus exactement de subdivision du diwan. Il alors est composé d'un diwan privé (diwan khass) ; et d'un diwan public ou grand diwan (diwan âm) plus large avec des représentants du rite hanéfite, des reïs et des maures citadins (soit 800 à 1500 personnes).  Durant la période des pachas triennaux, c'est ce diwan avec à sa tête son agha et qui détient la réalité du pouvoir. Durant la période des aghas, le chef de la régence est l'agha qui préside ce diwan et il prend le titre de hakem. 
Au XVIIIe siècle, le diwan public reste un grand conseil qui se composait de hauts fonctionnaires, de notables, des oulémas et des principaux officiers de la milice des janissaires soit au total près de 700 membres. C'est cette assemblée qui élit le dey d'Alger au début de la mise en place de cette fonction. Ce conseil se réunissait en principe une fois par semaine, mais en réalité cette fréquence dépendait du dey qui pouvait négliger le diwan quand il se sentait assez puissant pour gouverner seul. Au début de leur mandat, les deys consultait le diwan sur toutes les questions importantes et les décrets étaient délibérés.
Cependant avec l'affermissement du pouvoir des dey et les mesures prises pour se prémunir des intrigues des janissaires du diwan, ces grandes assemblées voient leur influence se réduire progressivement pour n'être plus réunies qu'épisodiquement au début du XIXe siècle.
Le pouvoir s'articule en effet autour du dey et des fonctionnaires qu'il nomme et dont la fidélité lui est, autant que possible, acquise. Le conseil du dey et de ses ministres, appelé également « diwan » par analogie mais qui est une institution distincte (une sorte de cabinet gouvernemental) exerce alors dès le XVIIIe siècle la réalité du pouvoir. Le grand diwan ainsi que l'Odjack dont sont issus beaucoup de membres sont définitivement neutralisés politiquement avec le règne de Ali Khodja qui en 1817 s'installe dans la citadelle d'Alger sous une garde de soldats kabyles, s'appuie sur les éléments Kouloughlis et fait mater les janissaires frondeurs. Ali Khodja désigne alors, lui-même un de ses ministres comme son successeur Hussein Dey, marquant ainsi une consolidation de son pouvoir et la fin de l'intervention du diwan sur la succession des deys.